# 159215 Apan
159215 Apan este un asteroid din centura principală de asteroizi.

## Descriere
159215 Apan este un asteroid din centura principală de asteroizi. A fost descoperit pe 30 noiembrie 2005 la Suno de S. Foglia. Asteroidul prezintă o orbită caracterizată de o semiaxă mare de 2,22 ua, o excentricitate de 0,12 și o înclinație de 8,0° în raport cu ecliptica.